# Người cú

Owlman

Người cú hay người cú vùng Mawnan, Comwall là một sinh vật kỳ dị giống như hình người và hình con cú xuất hiện đầu tiên vào năm 1976 tại làng Mawnan, Comwall ở Mỹ. Ghi nhận đầu tiên mà người ta bắt gặp về người cú là vào ngày 17 tháng 4 năm 1976, khi mà con quái vật này đang bay lượn trên nhà thờ của Mawnan và vào tháng 8 năm 1978 nó lại xuất hiện quanh nhà thờ này. Cơ thể nó có những điểm tương tự như quái vật nổi tiếng Mothman cánh to màu tro. Những lời đồn đại về người cú xuất hiện nhiều hơn vào năm 1995. Loài vật kỳ quái này giống như con cú, nó có kích thước bằng con người, có tai, mắt đỏ và móng vuốt màu đen trông giống như càng cua.

## Ghi nhận
Câu chuyện bắt nguồn khi Tony "Doc" Shiels tuyên bố đã điều tra một báo cáo về hai cô gái trẻ đang đi nghỉ ở Mawnan, người đã nhìn thấy một sinh vật có cánh lớn bay lơ lửng trên tháp St Mawnan và Nhà thờ St Stephen, Mawnan vào ngày 17 tháng 4 năm 1976. Theo Hầu hết các phiên bản của câu chuyện, các cô gái, được xác định là tháng sáu và Vicky Melling, đã rất sợ hãi khi nhìn thấy một "người đàn ông đầy lông chim" lớn đến nỗi cha của họ Don ngay lập tức rút ngắn kỳ nghỉ gia đình sau khi nghe câu chuyện của họ. Theo Sheils, một trong những cô gái đã cung cấp cho anh ta một bản vẽ của sinh vật mà anh ta đặt tên là "Owlman".
Câu chuyện sau đó có liên quan trong một cuốn sách nhỏ có tựa đề Morgawr: The Monster of Falmouth Bay của Anthony Mawnan-Peller, lưu hành khắp Cornwall năm 1976. Theo Shiels, "Owlman" đã được báo cáo lại vào ngày 3 tháng 7 bởi hai cô bé 14 tuổi. được xác định là Sally Chapman và Barbara Perry, những người biết về câu chuyện "Owlman". Theo câu chuyện, hai cô gái đang cắm trại khi họ phải đối mặt với "một con cú to với đôi tai nhọn, to như một người đàn ông" với đôi mắt phát sáng và móng vuốt màu đen như gọng kìm. Những tuyên bố lẻ tẻ về việc nhìn thấy "người Cú" trong vùng lân cận của nhà thờ lưu hành vào năm 1978, 1979, 1989 và 1995, và theo truyền thuyết, một "âm thanh giống như con cú" có thể được nghe thấy vào ban đêm trong sân nhà thờ Mullion vào năm 2000.